# Alliance communiste révolutionnaire

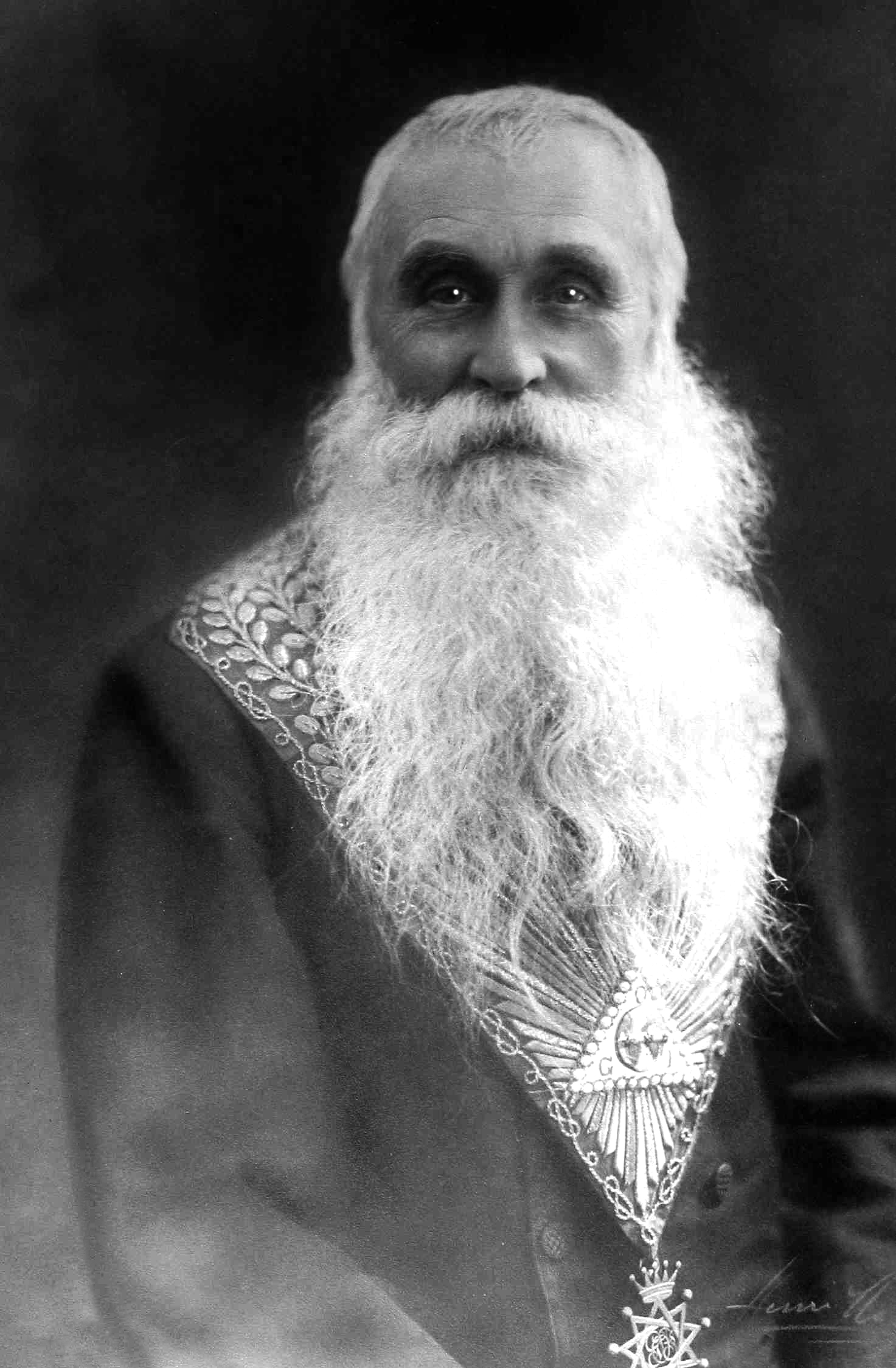
Arthur Groussier, ehemaliges Mitglied der Partei

Die Alliance communiste révolutionnaire (ACR, deutsch Revolutionäres Kommunistisches Bündnis), auch Alliance communiste (AC, deutsch Kommunistisches Bündnis), war eine politische Partei im Frankreich der Dritten Republik, die von 1896 bis 1901 bestand.

## Geschichte
Die Alliance Communiste Révolutionnaire war eine Gruppe von Aktivisten, die im September 1896 die Parti ouvrier socialiste révolutionnaire (Revolutionäre Sozialistische Arbeiterpartei) von Jean Allemane verließen. Im September 1897 schloss sich die ACR dem (blanquistischen) Comité révolutionnaire central unter Edouard Vaillant an, das sich in Parti socialiste révolutionnaire (PSR) umbenannte. Durch den Beitritt der ACR gestärkt, wurde die PSR nach der (marxistischen) Französischen Arbeiterpartei von Jules Guesde zur zweitgrößten sozialistischen Partei Frankreichs. Die ACR blieb jedoch (halbautonom) innerhalb der PSR bestehen. Gemeinsam schlossen sie sich 1901 zur Unité socialiste révolutionnaire (Revolutionäre sozialistische Einheit) zusammen, die 1902 in Parti socialiste de France umbenannt wurde, eine der beiden Komponenten, die 1905 zur Section française de l’Internationale ouvrière (SFIO) führten.
Von den Mitgliedern der ACR sind heute hauptsächlich Arthur Groussier und Victor Dejeante bekannt.